# 卡累利阿共和國國旗
卡累利阿共和國國旗為矩形，長寬比例2:3，自上而下分別為紅色、藍色和綠色三色條紋，由來於1953年至1956年卡累利阿-芬蘭蘇維埃社會主義共和國的國旗顏色，在1993年被採用 。卡累利阿共和國憲法第12條中有具體的有關國旗的規定。

## 象徵
紅色表示熱烈的感情和人民的團結，藍色象徵該地區豐富的湖泊，綠色則象徵森林。 

## 歷史国旗
由於在20世紀，卡累利阿共和國的統治者一直被改變：在蘇聯範圍內領土變化和蘇聯國旗的變化，因此，卡累利阿共和國的国旗不停被更換。

卡累利阿共和国行政首脑旗帜

### 蘇聯成立之前（約1920-1922）
1917年十月革命後，卡累利阿的主權被芬蘭和蘇聯爭奪。直到蘇聯於1922年成立，卡累利阿共和國才有第一面国旗。

### 卡累利阿蘇維埃社會主義自治共和國（1922年至1938年）
隨著蘇聯的成立，卡累利阿從蘇俄獨立。
首先，卡累利阿蘇維埃社會主義自治共和國的国旗是類似蘇聯的紅旗，但有一些文字。該文本是卡累利阿在西里爾文字、俄語和拉丁文的縮寫。隨後，該文本的語言不停被更換。

### 卡累利阿蘇維埃社會主義自治共和國（1938年至1940年）
卡累利阿蘇維埃社會主義自治共和國的国旗在1938年被更換，文字佔了的面積被改變。

### 卡累利阿－芬兰苏维埃社会主义共和国（1940至1953年）
卡累利阿蘇維埃社會主義自治共和國国旗上的文字被更改。

### 卡累利阿－芬兰苏维埃社会主义共和国（1953-1956年）
由於蘇聯解體，卡累利阿的国旗再次被更換。

## 使用
在卡累利阿共和國，使用國旗必須符合卡累利阿共和國憲法。在升旗典禮上，卡累利阿國旗和俄羅斯國旗一同升起，卡累利阿共和國國旗的高度不能高於俄羅斯聯邦國旗。

## 历代国旗
- 1918-1920
- 1920-1922
- 1922-1938
- 1938-1940
- SSR,1940-1953
- SSR, 1953-1956
- ASSR, 1956-1978
- ASSR, 1978-1992
- 1992-

## 其他旗帜
- 卡累利阿民族主义旗帜
- 卡累利阿民族主义旗帜之二
- 东卡累利阿战旗
- 东卡累利阿地区旗
- 卡累利阿地区旗帜